# Abel Díez
Abel Díez Tejerina (Boñar, 31 gennaio 1953 – Gijón, 15 aprile 2025) è stato un calciatore spagnolo, di ruolo centrocampista.

## Carriera
Nativo di Boñar, nella Provincia di León, inizia a giocare con il Júpiter Leonés, la squadra filiale della CD Leonesa. Successivamente si trasferì al Real Avilés. Venne notato dagli osservatori di un altro club delle Asturie, lo Sporting Gijón, dal quale nel 1976 fu ingaggiato per giocare inizialmente nella squadra riserve, il cui allenatore era José Manuel Díaz Novoa. Dopo un buon girone di andata il tecnico della prima squadra, Vicente Miera, convocò Díez e lo fece esordire nella Segunda División spagnola. Da quel momento, Díez fu aggregato definitivamente allo Sporting Gijón. Nella sua prima stagione "tra i grandi" vinse il campionato, contribuendo al ritorno del club biancorosso nella Liga spagnola dopo 21 anni. Militò nello Sporting per un totale di otto stagioni
Lasciò lo Sporting Gijón nel 1984, trasferendosi per una stagione all'Hércules CF, neopromosso in Liga. Contribuì ad evitare la retrocessione della squadra. Chiuse la carriera nelle serie inferiori del calcio spagnolo, con una esperienza all'Avilés Industrial e al Club Deportivo San Martín, ritirandosi nel 1988.

## Palmarès

### Club

#### Competizioni nazionali
- Segunda División spagnola: 1

Sporting Gijón: 1976-1977